# Potentilla montenegrina
Potentilla montenegrina es una planta herbácea perenne perteneciente a la familia Rosaceae.

## Descripción
Tiene las hojas verdes y flores con cinco pétalos blancos.

## Taxonomía
Potentilla montenegrina fue descrita por József Pantocsek y publicado en Oesterr. Bot. Z. 23: 6. 1873
Etimología
Potentílla: nombre genérico que deriva del latín postclásico potentilla, -ae de potens, -entis, potente, poderoso, que tiene poder; latín -illa, -illae, sufijo de diminutivo–. Alude a las poderosas presuntas propiedades tónicas y astringentes de esta planta.
montenegrina: epíteto geográfico que alude a su localización en Montenegro.
Sinonimia
- Potentilla montenegrina f. minor Gajic
- Potentilla jankaeana Pant.[2]